# James Burke (Wissenschaftsjournalist)

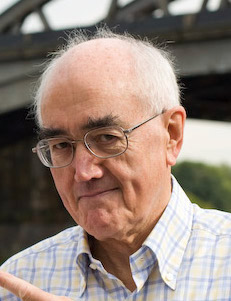
James Burke 2007

James Burke (* 22. Dezember 1936 in  Derry, Nordirland) ist ein britischer Wissenschaftsjournalist für das Fernsehen und Wissenschaftshistoriker.
Burke studierte Anglistik an der University of Oxford (Jesus College) bis zum Magister Artium in Mittelenglisch. Danach war er ab 1961 Lehrer an der britischen Schule in Bologna und ab 1963 Direktor der englischen Schule in Rom. 1965 wurde er Italien-Auslandskorrespondent für Granada TV und ging 1966 nach London, wo er in die Wissenschaftsredaktion der BBC eintrat, nebenbei aber noch als Englisch-Lehrer arbeitete. Zunächst moderierte er in der ab 1965 ausgestrahlten Sendereihe Tomorrow’s World. Er war leitender Reporter der BBC für die Apollo-Mondlandungen und wurde ab den 1970er Jahren durch die erfolgreichen Wissenschaftssendungen Connections (1978, 1994, 1997) und The Day the Universe changed (1985, überarbeitet 1995) bekannt, beide zur Wissenschafts- und Technikgeschichte. Daneben hatte er eigene TV Shows wie Burke’s Special.
Er schrieb regelmäßig für Scientific American und Time. Zu vielen seiner Sendungen veröffentlichte er auch Bücher.